# مقاطعة سبنسر (إنديانا)
مقاطعة سبنسر (بالإنجليزية: Spencer County, Indiana)‏ هي إحدى مقاطعات ولاية إنديانا في الولايات المتحدة. تأسست سنة 1818، بلغ عدد سكانها 20952 نسمة في عام 2010 حسب إحصاء مكتب تعداد الولايات المتحدة وتصل الكثافة السكانية فيها 20.29 نسمة/كم2.

## وصلات خارجية
- - United States Counties